# 주간고속도로 제88호선 (일리노이주)
주간고속도로 제88호선 서부선(영어: Interstate 88 (west), I-88W)은 미국 중부 일리노이주 컬러나(Colona) 근교와 일리노이주 시카고 근교에 위치한 힐사이드(Hillside)를 잇는 총 연장 226.27km의 고속도로이다. 88호선 일리노이선은 록펄스(Rock Falls)를 기점으로 서쪽은 무료도로이고 동쪽은 유료도로(턴파이크)이다. 또한 노선 전체가 로널드 레이건 대통령을 기념하는 도로로 지정되어있다.
한편, 미국 북동부 뉴욕주에 위치한 주간고속도로 제88호선과는 번호만 같을 뿐, 별개의 노선이다.